# Хепатитис
Хепатитис је запаљењска болест ткива јетре. Неки људи немају симптоме док се код других јавља жутица, повраћање, слаб апетит, болови у стомаку и дијареја. Хепатитис може бити краткорочна (акутна) и дугорочна (хронична) болест. Акутни хепатитис може да прође сам од себе, некад може да пређе у хронични хепатитис или у ретким случајевима у акутно отказивање јетре. Хронични хепатитис временом може изазвати цирозу јетре, отказивање јетре и рак јетре.
Најчешћи узрок су вируси затим алкохолизам, одређени лекови, токсини и аутоимуне болести, и неалкохолични стеатохепатитис (NASH). Постоји пет вирусних хепатитиса и то су: хепатитис А, хепатитис Б, хепатитис Ц, хепатитис Д и хепатитис Е. Хепатитис А и Е се преносе загађеном водом и храном, хепатитис Б сексуални путем, такође са мајке на бебу током трудноће или порођаја. Хепатитис Б и Ц се преносе и преко заражене крви (код наркомана као последица дељења истог шприца). Хепатитис Д једино може заразити људе већ заражене хепатитисом Б.
Хепатитис А, Б и Д се спречавају имунизацијом. Лекови се могу користити за лечење хроничног вирусног хепатитиса. Антивирусни лекови се препоручују код свих са хроничним хепатитисом Ц, осим оних са условима који ограничавају њихов животни век. Не постоји специфичан третман за NASH; међутим, препоручују се физичка активност, здрава исхрана и губитак тежине. Аутоимунски хепатитис може се лечити лековима за сузбијање имунског система. Трансплантација јетре може бити опција код акутног и хроничног затајивања јетре.
Током 2015. године широм света хепатитис А се јавио код око 114 милиона људи, хронични хепатитис Б погодио је око 343 милиона људи, а хронични хепатитис Ц око 142 милиона људи. У Сједињеним Државама NASH погађа око 11 милиона људи, а алкохолни хепатитис погађа око 5 милиона људи. Хепатитис доводи до више од милион смртних случајева годишње, од којих већина долази индиректно од ожиљака јетре или рака јетре. У Сједињеним Државама, процењује се да се хепатитис А јавља код око 2500 људи годишње и да резултира са око 75 смртних случајева. Реч је изведена из грчке речи hêpar (ἧπαρ), што значи „јетра” и -itis (-ῖτις), што значи „упала”.

## Знаци и симптоми
Хепатитис има широк спектар презентација у распону од потпуног недостатка симптома до тешког затајења јетре. Акутни облик хепатитиса, углавном узрокован вирусном инфекцијом, карактеришу конститутивни симптоми који се су типично самоограничавајући. Хронични хепатитис се појављује на сличан начин, али може да манифестује знаке и симптоме специфичне за дисфункцију јетре са дугогодишњом упалом и оштећењем органа..

### Акутни хепатитис
Акутни вирусни хепатитис следи три различите фазе:
1. Почетна продромална фаза (претходећи симптоми) укључује неспецифичне и грипу сличне симптоме уобичајене за многе акутне вирусне инфекције. Они укључују умор, мучнину, повраћање, лош апетит, болове у зглобовима и главобољу.[17][18] Грозница је присутна најчешће код хепатитиса А и Е.[17] Касно у овој фази људи могу имати симптоме специфичне за јетру, укључујући холурију (тамни урин) и столицу боје глине.[17][18]
2. Жутило коже и беоњача очију прате продром након отприлике 1-2 недеље и могу трајати до 4 недеље.[17][18] Неспецифични симптоми који се виде у продромалне фазе обично бивају разрешени до овог ступња, мада код људи долази до развоја увећане јетре, и болова у горњем десном делу трбуху или нелагоде.[17] 10–20% људи такође доживљава увећану слезину, док неки доживљавају и благи нехотични губитак телесне тежине.[17][19]
3. Фазу опоравка карактерише разрешавање клиничких симптома хепатитиса са трајним повишењем лабораторијских вредности јетре и потенцијално трајно увећање јетре.[17] Сви случајеви хепатитиса А и Е бивају потпуно решени након 1-2 месеца.[17] Већина случајева хепатитиса Б такође је самоограничавајућа и бива разрешена током 3-4 месеца. Мала случајева хепатитиса Ц бива потпуно излечен.[17]

Хепатитис изазван лековима и аутоимунски хепатитис могу бити врло слични акутном вирусном хепатитису, са малим варијацијама симптома у зависности од узрока. Случајеви хепатитиса изазваних лековима могу се манифестирати системским знацима алергијске реакције, укључујући осип, врућицу, серозитис (упала мембране које одвајају извесне органе), повишени еозинофили (врста белих крвних зрнаца) и сузбијање активности коштане сржи.

### Фулминантни хепатитис
Фулминантни хепатитис, или масовна смрт ћелија јетре, је ретка и по живот опасна компликација акутног хепатитиса која се може јавити у случајевима хепатитиса Б, Д и Е, поред лековима изазваног и аутоимунског хепатитиса. Компликација се чешће јавља у случајевима коинфекције хепатитисом Б и Д у стопи од 2–20% и код трудница са хепатитисом Е у стопи од 15–20% случајева. Поред знакова акутног хепатитиса, људи могу показати и знакове коагулопатије (абнормалне студије коагулације са лаком појавом модрица и крварењем) и енцефалопатије (конфузија, дезоријентација и поспаност). Смртност услед фулминантног хепатитиса је обично резултат различитих компликација укључујући церебрални едем, гастроинтестинално крварење, сепсу, респираторну инсуфицијенцију или отказивање бубрега.

### Хронични хепатитис
Акутни случајеви хепатитиса могу да буду адекватно решени у року од шест месеци. Када се хепатитис настави дуже од шест месеци, то се назива хроничним хепатитисом. Хронични хепатитис је често асимптоматски у раној фази и открива се само лабораторијским студијама јетре у сврху скрининга или процене неспецифичних симптома. Како запаљење напредује, пацијенти могу развити конституцијске симптоме сличне акутном хепатитису, укључујући умор, мучнину, повраћање, лош апетит и бол у зглобовима. Жутица се такође може јавити, али много касније у процесу болести и типично је знак узнапредовале болести. Хронични хепатитис омета хормонске функције јетре што може довести до акни, хирзутизма (ненормалан раст косе) и аменореје (изостанак менструације) код жена. Екстензивно оштећење и ожиљци на јетри током времена дефинишу цирозу, стање у коме је способност јетре да функционише трајно ометана. То доводи до жутице, губитка тежине, коагулопатије, асцитеса (сакупљање трбушне течности) и периферног едема (отока ногу). Цироза може довести до других компликација опасних по живот, као што су хепатична енцефалопатија, варикоза једњака, хепаторенални синдром и рак јетре.

## Узроци
Узроци хепатитиса могу се поделити у следеће главне категорије: инфективни, метаболички, исхемијски, аутоимуни, генетски и други. Инфективни агенси укључују вирусе, бактерије и паразите. Метаболички узроци укључују лекове на рецепт, токсине (пре свега алкохол) и неалкохолну масну болест јетре. Аутоимунски и генетски узроци хепатитиса укључују генетске предиспозиције и имају тенденцију да утичу на карактеристичне популације.

### Инфективни

#### Вирусни хепатитис
Вирусни хепатитис је најчешћи тип хепатитиса широм света, посебно у Азији и Африци. Вирусни хепатитис изазива пет различитих вируса (хепатитис А, Б, Ц, Д и Е). Хепатитис А и хепатитис Е се понашају слично: оба се преносе фекално-оралним путем, чешћи су у земљама у развоју и представљају самоограничавајуће болести које не доводе до хроничног хепатитиса.
Хепатитис Б, хепатитис Ц и хепатитис Д се преносе када су крв или мукозне мембране изложене инфицираној крви и телесним течностима, као што су сперма и вагинални секрет. Вирусне честице су такође пронађене у пљувачки и мајчином млеку. Љубљење, дељење прибора и дојење не доводе до преношења болести осим ако се ове течности не уносе у отворене ране или посекотине. Многе породице које немају исправну воду за пиће или живе у нехигијенским домовима заражене су хепатитисом, јер се пљувачка и капљице крви често преносе кроз воду, а болести које се преносе крвљу се брзо шире у нехигијенским условима.
Хепатитис Б и Ц се могу манифестовати акутно или хронично. Хепатитис Д је дефектни вирус који захтева репликацију хепатитиса Б и налази се само код коинфекције хепатитисом Б. Код одраслих, инфекција хепатитисом Б је најчешће самоограничавајућа, при чему мање од 5% напредује у хронично стање, а 20 до 30% хронично инфицираних развије цирозу или рак јетре. Инфекција код новорођенчади и деце често доводи до хроничне инфекције.
За разлику од хепатитиса Б, већина случајева хепатитиса Ц доводи до хроничне инфекције. Хепатитис Ц је други најчешћи узрок цирозе у САД (други после алкохолног хепатитиса). Током 1970-их и 1980-их, трансфузије крви биле су главни фактор у ширењу вируса хепатитиса Ц. Од када је 1992. почео широки скрининг крвних производа на хепатитис Ц, ризик од добијања хепатитиса Ц трансфузијом крви је смањен са приближно 10% у 1970-им на 1 од 2 милиона тренутно.

#### Паразитски хепатитис
Паразити такође могу да инфицирају јетру и активирају имуни одговор, што резултира симптомима акутног хепатитиса са повећаним IgE у серуму (иако је хронични хепатитис могућ са хроничним инфекцијама). Од протозоа, Trypanosoma cruzi, Leishmania врсте, Plasmodium врсте које изазивају маларију могу изазвати упалу јетре. Још једна протозоа, Entamoeba histolytica, изазива хепатитис са изразитим апсцесима јетре.
Од црва, сестод Echinococcus granulosus, позната и као псећа тракавица, инфицира јетру и формира карактеристичне хепатичне хидатидне цисте. Јетрени метиљи Fasciola hepatica и Clonorchis sinensis живе у жучним каналима и изазивају прогресивни хепатитис и фиброзу јетре.

#### Бактеријски хепатитис
Бактеријска инфекција јетре обично доводи до пиогених апсцеса јетре, акутног хепатитиса или грануломатозне (или хроничне) болести јетре. Пиогени апсцеси обично укључују ентеричне бактерије као што су Escherichia coli и Klebsiella pneumoniae и састоје се од више типова бактерија до 50% времена. Акутни хепатитис изазивају Neisseria meningitidis, Neisseria gonorrhoeae, Bartonella henselae, Borrelia burgdorferi, врсте салмонеле, бруцеле и кампилобактер. Хронични или грануломатозни хепатитис се види са инфекцијом врста микобактерија, Tropheryma whipplei, Treponema pallidum, Coxiella burnetii и врста рикеција.

### Метаболички

#### Алкохолни хепатитис
Прекомерна конзумација алкохола је значајан узрок хепатитиса и најчешћи је узрок цирозе у САД. Алкохолни хепатитис је у спектру алкохолног обољења јетре. Ово се креће према тежини и реверзибилности од алкохолне стеатозе (најмање тешка, најреверзибилнија), алкохолног хепатитиса, цирозе и рака јетре (најтежа форма, најмање реверзибилна). Хепатитис се обично развија током вишегодишњег излагања алкохолу, јавља се код 10 до 20% алкохоличара. Најважнији фактори ризика за настанак алкохолног хепатитиса су количина и трајање конзумације алкохола. Дуготрајно конзумирање алкохола са преко 80 грама алкохола дневно код мушкараца и 40 грама дневно код жена повезано је са развојем алкохолног хепатитиса (1 пиво или 4 унце вина је еквивалентно 12 g алкохола). Алкохолни хепатитис може варирати од асимптоматске хепатомегалије (увећана јетра) до симптома акутног или хроничног хепатитиса до отказивања јетре.

#### Токсични и лековима изазван хепатитис
Многи хемијски агенси, укључујући лекове, индустријске токсине, и биљне и дијететске суплементе, могу изазвати хепатитис. Спектар оштећења јетре изазваних лековима варира од акутног хепатитиса преко хроничног хепатитиса до акутне инсуфицијенције јетре. Токсини и лекови могу изазвати повреде јетре кроз различите механизме, укључујући директно оштећење ћелија, поремећај ћелијског метаболизма и изазивање структурних промена. Неки лекови као што је парацетамол показују предвидљиво оштећење јетре зависно од дозе, док други, као што је изониазид, изазивају идиосинкратичне и непредвидиве реакције које се разликују од особе до особе. Постоје велике варијације у механизмима оштећења јетре и периоду латенције од излагања до развоја клиничке болести.
Многе врсте лекова могу изазвати повреду јетре, укључујући аналгетик парацетамол; антибиотике као што су изониазид, нитрофурантоин, амоксицилин-клавуланат, еритромицин и триметоприм-сулфаметоксазол; антиконвулзанте као што су валпроат и фенитоин; статине за снижавање холестерола; стероиде као што су орални контрацептиви и анаболички стероиди; и високоактивну антиретровирусну терапију која се користи у лечењу HIV/AIDS-а. Од њих, амоксицилин-клавуланат је најчешћи узрок повреда јетре изазваних лековима, а токсичност парацетамола најчешћи узрок акутног затајења јетре у Сједињеним Државама и Европи.
Биљни лекови и дијететски суплементи су још један важан узрок хепатитиса; ово су најчешћи узроци хепатитиса изазваног лековима у Кореји. Мрежа за повреде јетре изазване лековима са седиштем у Сједињеним Државама повезала је више од 16% случајева хепатотоксичности са биљним и дијететским суплементима. У Сједињеним Државама, биљни и дијететски суплементи – за разлику од фармацеутских лекова – нису регулисани од стране Управе за храну и лекове. Национални институти за здравље одржавају LiverTox базу података за потрошаче у којој се прате сва позната једињења која се издају на рецепт и без рецепта повезана са повредом јетре.
До излагања другим хепатотоксинима може доћи случајно или намерно кроз гутање, удисање и апсорпцију кожом. Индустријски токсин угљен-тетрахлорид и дивља гљива Amanita phalloides су други познати хепатотоксини.

#### Неалкохолна масна болест јетре
Неалкохолни хепатитис је у оквиру спектра неалкохолне болести јетре (NALD), која се креће по тежини и реверзибилности од неалкохолне болести масне јетре (NAFLD) до неалкохолног стеатохепатитиса (NASH) до цирозе до рака јетре, слично спектру алкохолних болести јетре.
Неалкохолна болест јетре се јавља код људи са мало или нимало употребе алкохола, и уместо тога је снажно повезана са метаболичким синдромом, гојазношћу, инсулинском резистенцијом и дијабетесом, и хипертриглицеридемијом. Временом, неалкохолна масна болест јетре може напредовати у неалкохолни стеатохепатитис, који додатно укључује одумирање ћелија јетре, упалу јетре и могућу фиброзу. Фактори који убрзавају прогресију од NAFLD до NASH су гојазност, старија животно доба, неафроамеричка етничка припадност, женски пол, дијабетес мелитус, хипертензија, виши ниво ALT или AST, виши однос AST/ALT, низак број тромбоцита и стишањ ултразвучне стеатозе.
У раним стадијумима (као код NAFLD и раног NASH), већина пацијената је асимптоматска или има благи бол у десном горњем квадранту, а дијагноза су могући абнормални тестови функције јетре. Како болест напредује, могу се развити симптоми типични за хронични хепатитис. Док снимање може показати масну јетру, само биопсија јетре може демонстрирати упалу и фиброзу карактеристичну за NASH. Удео од 9 до 25% пацијената са NASH развије цирозу. NASHје препознат као трећи најчешћи узрок болести јетре у Сједињеним Државама.

### Аутоимунски хепатитис
Аутоимунски хепатитис је хронична болест узрокована абнормалним имунолошким одговором на ћелије јетре. Сматра се да болест има генетску предиспозицију, јер је повезана са одређеним људским антигенима леукоцита укљученим у имунски одговор. Као и код других аутоимуних болести, циркулишућа аутоантитела могу бити присутна и од помоћи у дијагнози. Ауто-антитела пронађена код пацијената са аутоимунским хепатитисом укључују осетљива, али мање специфична антинуклеусна антитела (ANA), антитела глатких мишића (SMA) и атипична перинуклеарна антинеутрофилна цитоплазматска антитела (p-ANCA). Друга аутоантитела која су ређа, али специфичнија за аутоимунски хепатитис су антитела против микрозома бубрега јетре 1 (LKM1) и растворљивог антигена јетре (SLA). Аутоимунски хепатитис такође може бити изазван лековима (као што су нитрофурантоин, хидралазин и метилдопа), након трансплантације јетре или вирусима (као што су хепатитис А, Епштајн-Баров вирус или богиње).
Аутоимунски хепатитис се може појавити било где у оквиру спектра, од асимптоматског преко акутног или хроничног хепатитиса до фулминантне инсуфицијенције јетре. Пацијенти су асимптоматски 25–34% времена, а на дијагнозу се сумња на основу абнормалних тестова функције јетре. Неке студије показују да између 25% и 75% случајева има знакове и симптоме акутног хепатитиса. Као и код других аутоимунских болести, аутоимунски хепатитис обично погађа младе жене (иако може да утиче на пацијенте било ког пола и било ког узраста), а пацијенти могу да испоље класичне знаке и симптоме аутоимуности као што су умор, анемија, анорексија, аменореја, акне, артритис, плеуритис, тироидитис, улцерозни колитис, нефритис и макулопапулозни осип. Аутоимунски хепатитис повећава ризик од цирозе, а ризик од рака јетре се повећава за око 1% за сваку годину болести.
Многи људи са аутоимунским хепатитисом имају друге аутоимунске болести. Аутоимунски хепатитис се разликује од других аутоимунских болести јетре, примарне билијарне цирозе и примарног склерозног холангитиса, који такође могу довести до ожиљака, фиброзе и цирозе јетре.

### Генетски
Генетски узроци хепатитиса укључују недостатак алфа-1-антитрипсина, хемохроматозу и Вилсонову болест. У недостатку алфа-1-антитрипсина, кодоминантна мутација у гену за алфа-1-антитрипсин доводи до абнормалне акумулације мутантног AAT протеина унутар ћелија јетре, што доводи до обољења јетре. Хемохроматоза и Вилсонова болест су обе аутозомно рецесивне болести које укључују абнормално складиштење минерала. Код хемохроматозе, вишак гвожђа се акумулира на више места у телу, укључујући јетру, што може довести до цирозе. Код Вилсонове болести, вишак бакра се акумулира у јетри и мозгу, изазивајући цирозу и деменцију.
Када је јетра захваћена, недостатак алфа-1-антитрипсина и Вилсонова болест имају тенденцију да се манифестују као хепатитис у неонаталном периоду или у детињству. Хемохроматоза се обично јавља у одраслом добу, са почетком клиничке болести обично након 50. године.

### Исхемијски хепатитис
Исхемијски хепатитис (такође познат као шок јетре) настаје услед смањеног дотока крви у јетру као код шока, срчане инсуфицијенције или васкуларне инсуфицијенције. Стање је најчешће повезано са срчаном инсуфицијенцијом, али може бити узроковано шоком или сепсом. Тестирање крви особе са исхемијским хепатитисом ће показати веома високе нивое ензима трансаминаза (AST и ALT). Стање се обично решава ако се основни узрок успешно лечи. Исхемијски хепатитис ретко изазива трајно оштећење јетре.

### Остало
Хепатитис се такође може јавити код новорођенчади и може се приписати различитим узроцима, од којих се неки обично не виде код одраслих. Конгенитална или перинатална инфекција вирусима хепатитиса, токсоплазмом, рубеолом, цитомегаловирусом и сифилисом може изазвати неонатални хепатитис. Структурне абнормалности као што су билијарна атрезија и холедохалне цисте могу довести до холестатског оштећења јетре што доводи до неонаталног хепатитиса. Метаболичке болести као што су поремећаји складиштења гликогена и лизозомални поремећаји складиштења су такође укључени. Хепатитис новорођенчади може бити идиопатски и у таквим случајевима биопсија често показује велике мултинуклеарне ћелије у ткиву јетре. Ова болест се назива хепатитисом гигантских ћелија и може бити повезана са вирусном инфекцијом, аутоимунским поремећајима и токсичношћу лекова.